# Bob Dylan's Greatest Hits
Bob Dylan's Greatest Hits è un album compilation di Bob Dylan del 1967.

## Descrizione
La raccolta è uscita in due differenti versioni negli Stati Uniti e in Europa sia per quanto riguarda una diversa foto di copertina sia per la scaletta dei brani. L'album, che venne fatto uscire per colmare la lunga assenza dalle scene di Dylan dovuta all'incidente motociclistico che lo aveva visto coinvolto nel 1966 dopo la pubblicazione dell'album Blonde on Blonde, si piazzò alla decima posizione in classifica negli Stati Uniti, e alla posizione numero 3 in Gran Bretagna; certificatosi cinque volte disco di platino negli Stati Uniti, è uno dei dischi più venduti dell'intero catalogo Dylaniano.

### Differenti edizioni
La versione europea della raccolta ha una diversa scaletta dei brani in essa contenuti. Positively 4th Street venne eliminata, in favore dell'inclusione di She Belongs to Me, It's All Over Now, Baby Blue e One of Us Must Know (Sooner or Later). In Gran Bretagna, a questo album fece seguito Bob Dylan's Greatest Hits 2, che ripeteva le stesse tracce prese da Blonde on Blonde presenti nel primo Greatest Hits aggiungendovi inoltre Absolutely Sweet Marie, Just Like Tom Thumb's Blues, Gates of Eden, Chimes of Freedom ed altre. Questo album era a sua volta diverso da quello chiamato Bob Dylan's Greatest Hits Vol. II negli Stati Uniti, pubblicato nel 1971 ed intitolato More Bob Dylan Greatest Hits in Gran Bretagna.

## Tracce (Versione USA)
Testi e musiche di Bob Dylan.
1. Rainy Day Women #12 & 35
2. Blowin' in the Wind
3. The Times They Are A-Changin'
4. It Ain't Me Babe
5. Like a Rolling Stone
6. Mr. Tambourine Man
7. Subterranean Homesick Blues
8. I Want You
9. Positively 4th Street
10. Just Like a Woman

## Tracce (Versione Europea)
- Questa è la versione dell'album attualmente disponibile su CD.

1. Blowin' in the Wind
2. It Ain't Me Babe
3. The Times They Are A-Changin'
4. Mr. Tambourine Man
5. She Belongs to Me
6. It's All Over Now, Baby Blue
7. Subterranean Homesick Blues
8. One of Us Must Know (Sooner or Later)
9. Like a Rolling Stone
10. Just Like a Woman
11. Rainy Day Women #12 & 35
12. I Want You